# アンネの日記 (1959年の映画)
『アンネの日記』（アンネのにっき、The Diary of Anne Frank）は、ジョージ・スティーヴンス監督・製作による1959年のアメリカ合衆国の白黒映画である。

## 概要
1947年に出版されたアンネ・フランクの著書『アンネの日記』は、1952年に英訳された。これをフランセス・グッドリッチとアルバート・ハケットは戯曲化し、1955年10月に『The Diary of Anne Frank』がブロードウェイで公演された。アンネ役はスーザン・ストラスバーグであった。舞台はトニー賞の演劇作品賞を受賞し、ピューリッツァー賞の戯曲部門も受賞した。本作品はこの舞台を元にして作られ、脚本もグッドリッチとハケットが担当した。
1958年3月5日から8月11日にかけて、アムステルダムで主要な撮影が行われた。追加の撮影は同年11月に行われた。
隠れ家の住人は実際の人々が全員登場するが、人々を支えた男性のクラーレルとコープハイスは、クラーレル、女性のミープとエリーは、ミープにそれぞれまとめられている。
第12回カンヌ国際映画祭ではコンペティション部門で上映された。第32回アカデミー賞では作品賞を含む8部門にノミネートされた。

## ストーリー
話は戦後の1945年にオットー・フランクが隠れ家に戻るところから始まる。かつての支援者のクラーレルとミープがフランクに声をかけ、アンネが残した日記を手渡す。フランクは「1942年・・」から始まる日記を読みはるか昔のようだと回想を始める。
1942年、ナチスドイツのユダヤ人迫害から逃れるため、フランク一家は友人のファン・ダーンと共に自身の会社の後ろの家に身を隠す。隠れ家への入り口は本棚でカモフラージュをされた。フランク一家はアンネ・フランク、父のオットー・フランク、母のエディス・フランク、姉のマルゴット・フランクの4人。ファン・ダーン一家は、ファン・ダーン氏、ファン・ダーン夫人、息子のペーターの3人に猫のムーシー。のちに歯医者のデュッセル氏が加わる。
階下の社員に足音が聞こえないよう昼間は静かにすごし、社員が帰宅してから安堵の息をもらす、そんな隠れ家生活は2年に及んだ。人々は反目をしたり支え合ったりして生活をしていた。何かあったときは父のオットー・フランクが人々をまとめ、隠れ家生活を続ける。
会社に泥棒が入ったり、猫のムーシーの鳴き声に肝を冷やしたり、アンネの悪夢で悲鳴をあげたりと何度も危機が訪れる。
そんな中、アンネとペーターの間に恋愛感情が生まれ、二人は屋根裏部屋で語り合うようになる。戦争の終結やユダヤ人迫害に悲観的なペーターをアンネはいつも励まし続けた。
しかしユダヤ人迫害はやむことなく、隠れ家にいる人々への悲劇も足早に迫ってきていた。

## キャスト
| 役名                     | 俳優                     | 日本語吹替                      | 日本語吹替                                             |
| 役名                     | 俳優                     | NETテレビ旧版                   | NETテレビ新版                                          |
| ------------------------ | ------------------------ | ------------------------------- | ------------------------------------------------------ |
| アンネ・フランク         | ミリー・パーキンス       | 二木てるみ                      | 二木てるみ                                             |
| オットー・フランク       | ジョセフ・シルドクラウト | 早野寿郎                        | 鈴木瑞穂                                               |
| ファン・ダーン夫人       | シェリー・ウィンタース   | 富永美沙子                      | 中西妙子                                               |
| ペーター・ファン・ダーン | リチャード・ベイマー     | 仲村秀生                        | 亀谷雅彦                                               |
| エディス・フランク       | グスティ・ユーベル       |                                 | 寺島信子                                               |
| ファン・ダーン氏         | ルー・ジャコビ           |                                 | 富田耕生                                               |
| マルゴット・フランク     | ダイアン・ベイカー       |                                 | 信沢三恵子                                             |
| アルベルト・デュッセル   | エド・ウィン             |                                 |                                                        |
| クラーレル               | ダグラス・スペンサー     |                                 | 小林清志                                               |
| ミープ                   | ドディ・ヒース           |                                 |                                                        |
| 不明 その他              |                          |                                 | 木村幌 芝田清子 梶哲也 納谷六朗 作間功 国坂伸 半田晶子 |
|                          |                          |                                 |                                                        |
| 演出                     | 演出                     |                                 | 小林守夫                                               |
| 翻訳                     | 翻訳                     |                                 | 山田小枝子                                             |
| 効果                     |                          |                                 |                                                        |
| 調整                     |                          |                                 |                                                        |
| 制作                     | 制作                     |                                 | 東北新社                                               |
| 解説                     |                          |                                 |                                                        |
| 初回放送                 | 初回放送                 | 1969年11月30日 『日曜洋画劇場』 | 1972年6月25日 『日曜洋画劇場』 ※DVD・BD収録（約94分）  |

## 受賞とノミネート
| 賞               | 部門                   | 候補                                                                                             | 結果       |
| ---------------- | ---------------------- | ------------------------------------------------------------------------------------------------ | ---------- |
| アカデミー賞     | 作品賞                 | ジョージ・スティーヴンス                                                                         | ノミネート |
| アカデミー賞     | 助演男優賞             | エド・ウィン                                                                                     | ノミネート |
| アカデミー賞     | 助演女優賞             | シェリー・ウィンタース                                                                           | 受賞       |
| アカデミー賞     | 監督賞                 | ジョージ・スティーヴンス                                                                         | ノミネート |
| アカデミー賞     | 撮影賞（白黒）         | ウィリアム・C・メラー                                                                            | 受賞       |
| アカデミー賞     | 作曲賞                 | アルフレッド・ニューマン                                                                         | ノミネート |
| アカデミー賞     | 美術賞（白黒）         | ライル・R・ウィーラー、ジョージ・W・デイヴィス、ウォルター・M・スコット、スチュアート・A・レイス | 受賞       |
| アカデミー賞     | 衣裳デザイン賞（白黒） | チャールズ・ルメイアー、メリー・ウィルズ                                                         | ノミネート |
| カンヌ国際映画祭 | パルム・ドール         | ジョージ・スティーヴンス                                                                         | ノミネート |